# 莱法尔
莱法尔（法語：Leffard，法語發音：[lɛfaʁ] ⓘ）是法国卡尔瓦多斯省的一个市镇，属于卡昂区。

## 地理
莱法尔（48°55'2"N, 0°18'14"W）面积6.89 平方千米，位于法国诺曼底大区卡爾瓦多斯省，该省份为法国西北部沿海省份，北濒大西洋英吉利海峡，东北与滨海塞纳省以海上边界相接，东临厄尔省，南至奧恩省，西与芒什省接壤。
与莱法尔接壤的市镇（或旧市镇、城区）包括：昂特河畔马蒂尼、圣日耳曼朗戈、于西、维莱卡尼韦。

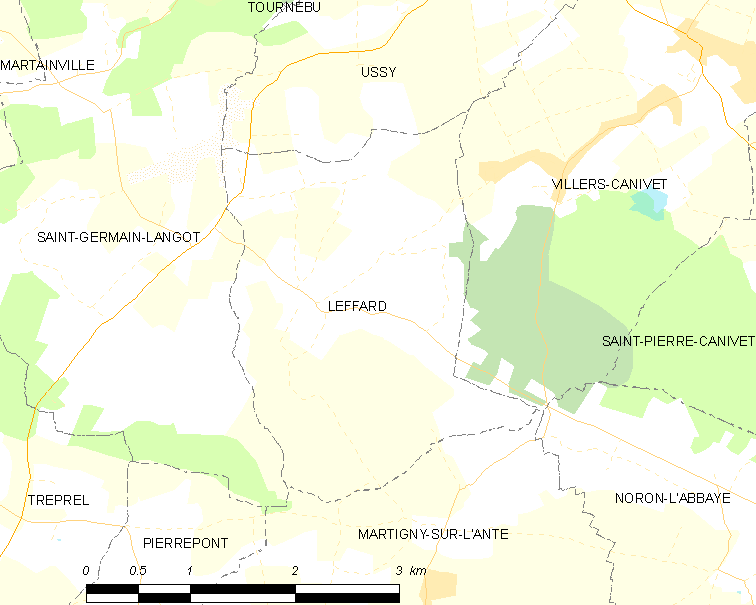
莱法尔的OSM定位图

莱法尔的时区为UTC+01:00、UTC+02:00（夏令时）。

## 行政
莱法尔的邮政编码为14700，INSEE市镇编码为14360。

## 政治
莱法尔所属的省级选区为法莱斯县。

## 人口

1962-2008年间莱法尔人口变化图示

莱法尔于2022年1月1日时的人口数量为209人。